# Шерзингер, Николь
Нико́ль Праско́вья Эликола́ни Ва́лиенте Ше́рзингер (англ. Nicole Prascovia Elikolani Valiente Scherzinger; также известная как Нико́ль Ке́а (англ. Nicole Kea), род. 29 июня 1978) — американская поп/R&B-певица, танцовщица, автор песен, музыкальный продюсер, актриса и фотомодель филиппино-гавайско-самоанско-украинского происхождения, больше всего известная как вокалистка группы The Pussycat Dolls.

## Биография
Николь родилась 29 июня 1978 года в Гонолулу, штат Гавайи. Отец Николь, Альфонсо Валиенте — филиппинец, а мать Розмари — наполовину украинка, на четверть гавайка и на четверть самоанка. Своё второе имя, Прасковья, Николь получила от своей бабушки. Розмари родила Николь в 18-летнем возрасте. В 1981 году она развелась с отцом Николь и вместе с дочерью переехала в Луисвилл, штат Кентукки. Спустя некоторое время Розмари познакомилась с Гарри Шерзингером, за которого впоследствии вышла замуж. От Шерзингера она родила вторую дочь, Кеалу. Гарри заменил Николь отца. Николь воспитывалась в «консервативных католических рамках». Она начала свой путь артистки в Луисвилле, посещая Школу искусств и выступая в местном театре. Затем Николь поступила в университет Райта на отделение актёрского мастерства, но в 1999 году бросила учёбу ради места бэк-вокалистки группы Days Of The New.

## Карьера

### Ранний этап
Николь участвовала в записи второго альбома группы Days of the New, который вышел в 1999 году.
В 2001 году Николь участвовала в шоу Popstars, на котором она заработала место в женской группе Eden’s Crush. Она стала одной из главных вокалисток группы. Первый сингл группы Get Over Yourself занял первое место по продажам и вошёл в первую десятку Billboard Hot 100. Вторым синглом с дебютного альбома группы Eden’s Crush стала песня «Love This Way». Но в конечном итоге рекорд-компания London-Sire Records закрылась, и группа распалась.
В ноябре 2007 года Николь рассказала о тех временах:

…Это был ад… Я была в группе с четырьмя другими девушками и каждый день был для меня пыткой. Мы были на телевидении, а атмосфера вокруг была ужасной. Я была той, которую никто не любил и я ничего не могла с этим сделать. Возможно, это было из-за того, что я симпатичная. Другие девочки думали, что я стервозная и амбициозная. Они говорили такие вещи про меня, и в лицо, и за спиной… каждый день в той группе я плакала. Группа должна была быть весёлой и свободной, но реальность была другой… Я была очень чувствительной тогда, но я стала жёстче. Я бы не смогла прийти к куколкам без моего опыта в этой группе.

После распада Eden’s Crush Николь записала несколько сольных композиций под псевдонимом Николь Кеа, в том числе песню «Breakfast in Bed» из саундтрека к фильму «50 первых поцелуев».
Ещё она работала с японским музыкантом Yoshiki. Она записала песню «I’ll Be Your Love» c Токийским симфоническим оркестром.

### The Pussycat Dolls

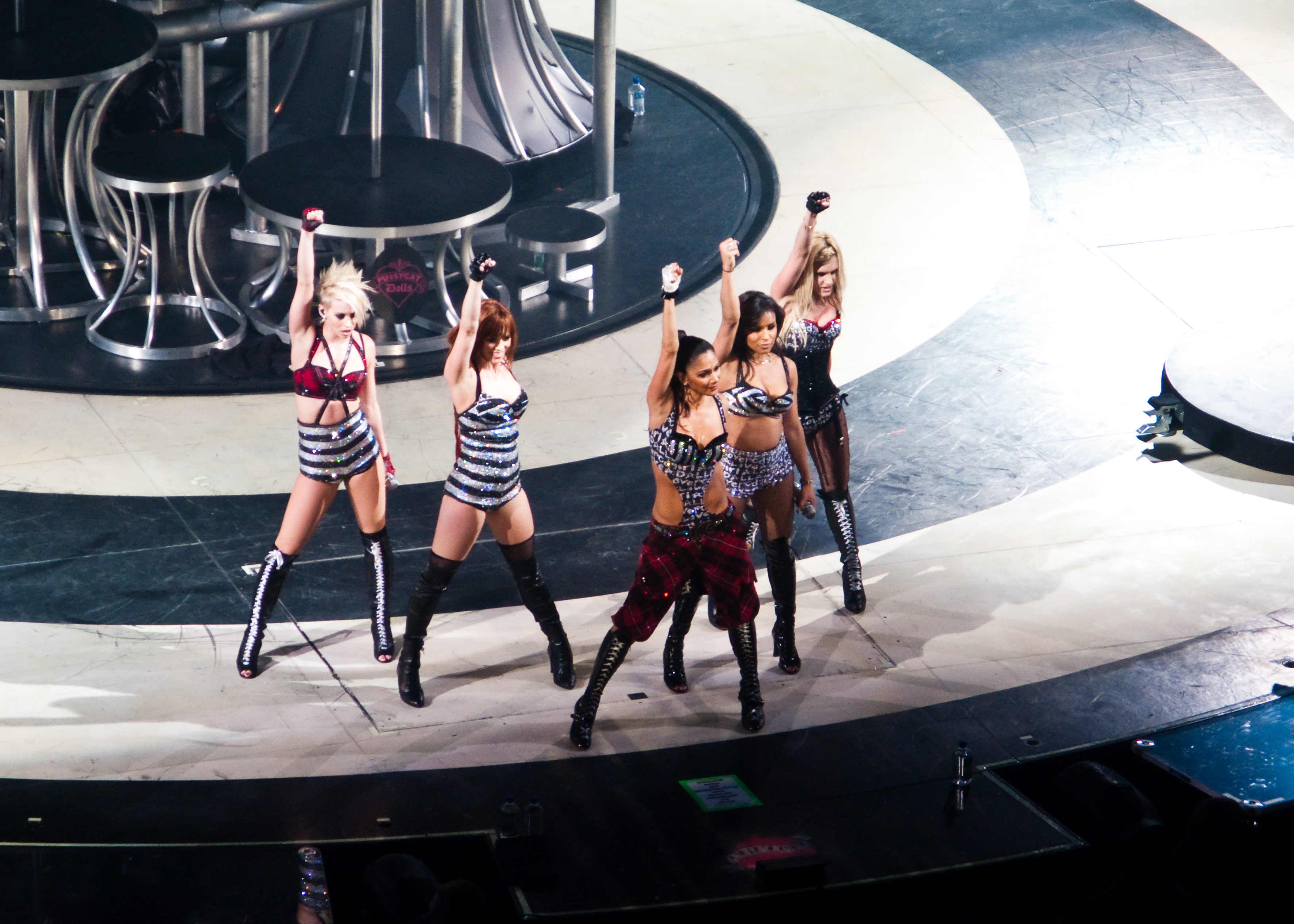
The Pussycat Dolls

В мае 2003 года Николь присоединилась к бурлеск-группе Pussycat Dolls. Впервые она увидела их выступление на The Late Show with David Letterman в ноябре 2002 года, где Кармен Электра исполняла песню «Big Spender» из мюзикла Боба Фосса Sweet Charity (Милая Чарити). В 2006 году Николь сказала: «Это меня зацепило, потому что в колледже я играла Велму Келли в мюзикле „Чикаго“». Сейчас группа The Pussycat Dolls известна во всём мире. Их хиты «Don’t Cha», «Buttons» и «Stickwitu» занимали высокие строчки в чартах США, а альбом PCD в 2006 году стал дважды платиновым.
Николь — единственная участница группы, которая принимает участие в написании песен. Вместе с Карой ДиоГуарди она написала песню «I Don’t Need A Man» и «Buttons» с Шоном Гарретом. Ещё в соавторстве с Карой она написала бонусный трек «Flirt» к альбому PCD.
В 2006 году Николь вместе с Pussycat Dolls отправилась в промотур нового альбома. В 2006 году выявилось, что Dolls работают с Interscope Records, предоставляя компании значительный контроль над финансами и бизнес-деятельностью группы.
В 2006 году Николь стала номером двадцать два Hot 100 журнала Maxim и номером двадцать один в 2007 году.
В марте 2008 года Шерзингер появилась на обложке журнала Men’s Fitness.
На волне популярности The Pussycat Dolls Николь записывала множество дуэтов. В 2005 году она спела с Шэгги, Витторио Григоло и Уиллом Смитом. В 2006 году она с Авантом записала сингл «Lie About Us», в 2007 году с Дидди — «Come to Me», в 2008 году совместный клип с американскими певцами Тимбалэндом и Кери Хилсон на песню «Scream», данная песня стала первой у Тимбалэнда, не попавшая в чарт Billboard. В феврале 2008 года вновь приступает к работе с куколками. 20 мая выходит первый сингл группы со второго альбома When I Grow Up, достигший 9-й строчки в чарте Billboard. 19 сентября 2008 года The Pussycat Dolls выпустили новый второй альбом Doll Domination. А в январе 2009 года отправились в мировой тур.

### Сольная карьера

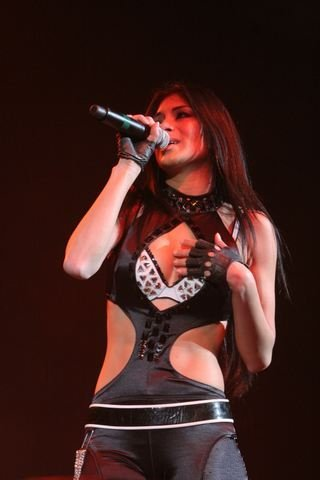
Выступление Шерзингер в 2006

Шерзингер работала над своим дебютным альбомом с 2006 по 2008 год, привлекая таких продюсеров, как will.i.am, Тимбалэнд, Кара Диогуарди и Брайан-Майкл Кокс. 17 марта 2007 года в интервью в Виннипеге, Манитоба, Николь объявила, что альбом будет называться Her Name is Nicole. Первоначально его выпуск был намечен на 2007 год, но вышел он только в 2009. Треклист был полностью опубликован на amazon.co.uk.
Её первый сольный сингл «Whatever U Like», записанный при участии рэпера T.I., был выпущен в июле 2007 года. Песня не пользовалась коммерческим успехом, и вскоре было объявлено, что ведущим синглом альбома вместо «Whatever U Like» будет «Baby Love» (выпущен в сентябре 2007 года). В сентябре 2007 года официальные сайты Шерзингер и Interscope начали продвигать «Baby Love» как ведущий сингл. После провала синглов в Северной Америке (как бы то ни было, «Baby Love» был успешен в Европе и Бразилии) на сайте Шерзингер был организован опрос по выбору третьего сингла. Среди вариантов были представлены: «Supervillian», «Happily Never After», «Who’s Gonna Love You» и «Power’s Out». 28 ноября опрос был изменён и песни «Power’s Out» и «Supervillian» были заменены «Puakenikeni» и «Physical». 10 декабря на сайте было объявлено, что «Puakenikeni» будет официальным синглом альбома.
«Supervillian» и «Puakenikeni» доступны только на iTunes. Как и более ранние синглы Николь, они не смогли добиться успеха в чартах США. В связи с этим, Interscope объявил об отложении альбома Шерзингер на неопределённый срок. Позднее Шерзингер в интервью говорила, что решение не выпускать альбом приняла она, а не лейбл.
18 марта 2011 года вышел дебютный сольный альбом Николь «Killer Love», однако релиз альбома состоялся лишь в Европе, релиз в США был намечен на 19 августа, затем на октябрь 2011 года, однако по неизвестным причинам в США альбом так и не был выпущен. Альбом получил хорошие отзывы, а второй сингл из альбома «Don’t Hold Your Breath» возглавил британский чарт. Сингл «Right There» добрался до 39 строчки Billboard, показав хорошие продажи и ротации. Следующим синглом из альбома стала песня «Wet». Альбом включает в себя дуэт с певцом Стингом, а также ремикс на популярную песню «Heartbeat» с певцом Энрике Иглесиасом.
В мае 2011 года было официально подтверждено, что Николь Шерзингер стала судьёй шоу The X Factor.
В декабре 2011 года Шерзингер объявила, что начала работу над новым материалом. Во втором альбоме она запланировала записать дуэты с такими артистами как — Snoop Dogg, 50 Cent и Fergie. 17 ноября 2014 года состоялся релиз 2-го студийного альбома Big Fat Lie. Первым синглом была песня «Your Love».
С 2019 года участвует в шоу «Певец в маске» в качестве судьи. В конце 2023 года стало известно, что в 11 сезоне телепроекта Николь как судья будет отсутствовать из-за слишком плотного графика работы. Вместо неё кресло 4 судьи заняла певица и актриса Рита Ора. Пока доподлинно неизвестно, вернётся ли Николь в телепроект в следующем сезоне.
24 декабря 2022 года стало известно, что Николь Шерзингер приняла участие в новогоднем выпуске интернет-шоу «Маска Онлайн» в образе Вьюги.

## Личная жизнь
Встречалась с британским автогонщиком, чемпионом мира в классе Формула-1 Льюисом Хэмилтоном. 4 февраля 2015 года пара распалась. Причину Николь объяснила так: «Мы были вместе 8 лет, и я устала ждать от него предложения руки и сердца». В 2016—2019 годах встречалась с болгарским теннисистом Григором Димитровым. В январе 2020 года стало известно, что Николь встречается с бывшим игроком в регби Томом Эвансом. 27 июня 2023 года стало известно о помолвке пары.

## Дискография

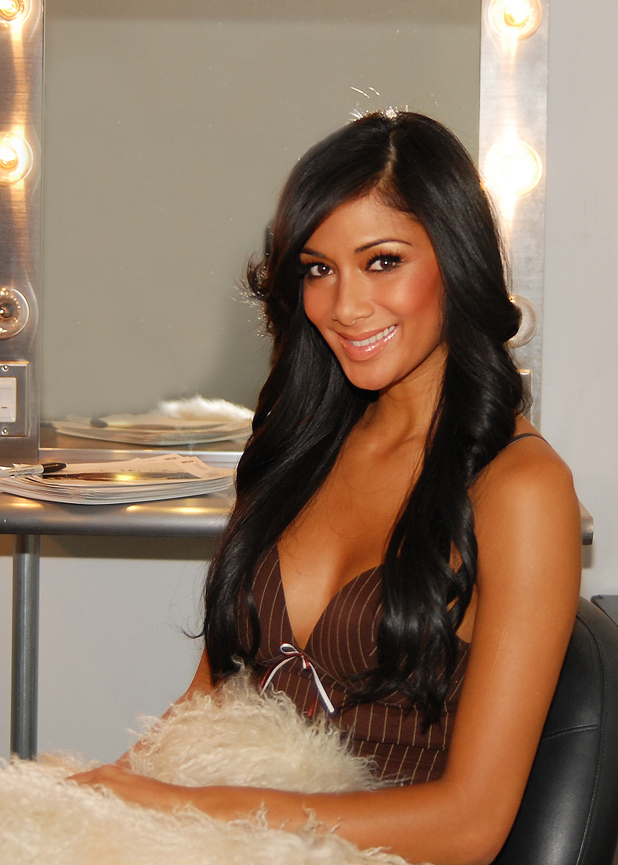
Шерзингер в 2007

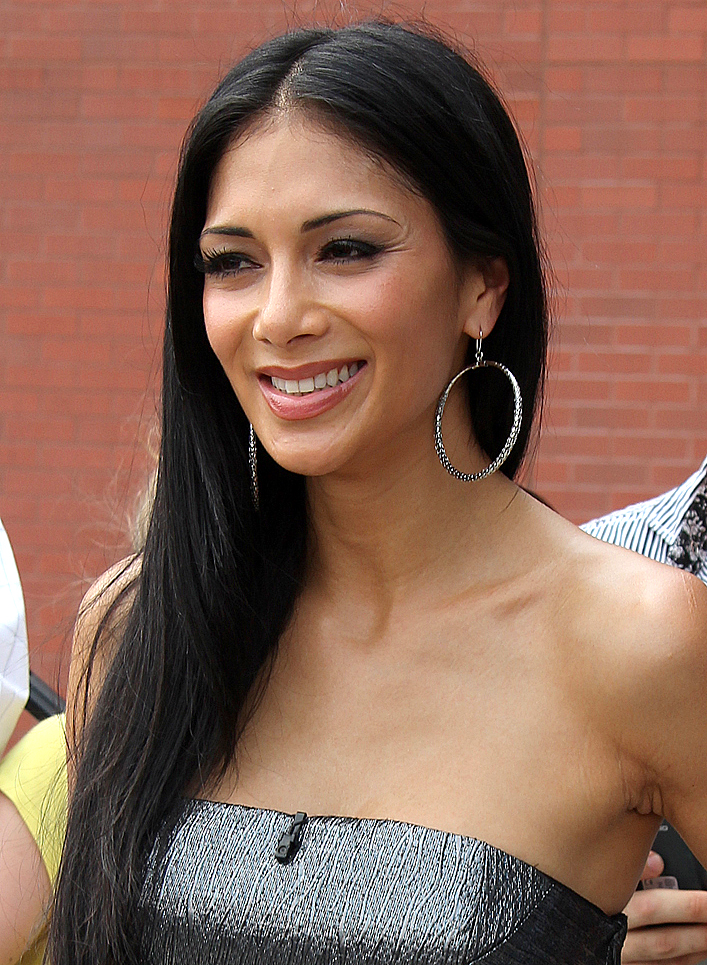
Шерзингер в 2011

### Студийные альбомы
- Killer Love (2010)
- Big Fat Lie (2014)

### Синглы
- 2007 — «Whatever U Like» (при участии T.I.)
- 2007 — «Baby Love» (при участии will.i.am)
- 2007 — «Supervillian»
- 2007 — «Puakenikeni» (при участии Brick & Lace)
- 2010 — «Poison»
- 2011 — «Don’t Hold Your Breath»
- 2011 — «Right There» (при участии 50 Cent)
- 2011 — «Wet»
- 2011 — «Try With Me»
- 2013 — «Boomerang»
- 2014 — «Your Love»
- 2014 — «Run»
- 2014 — «On the Rocks»

### Участие
- 2006 — «Lie About Us» (Avant при участии Николь Шерзингер)
- 2006 — «You Are My Miracle» (Витторио при участии Николь Шерзингер)
- 2006 — «Come to Me» (Пи Дидди при участии Николь Шерзингер)
- 2007 — «Scream» (Тимбалэнд при участии Кери Хилсон и Николь Шерзингер)
- 2008 — «Yes We Can» (will.i.am при участии нескольких артистов)
- 2009 — «Hotel Room Service» (Official Remix) (Pitbull при участии Николь Шерзингер)
- 2010 — «Heartbeat» (Энрике Иглесиас при участии Николь Шерзингер)
- 2010 — «Baby Can’t Drive» (Slash при участии Николь Шерзингер)
- 2010 — «We Are the World 25 for Haiti» (при участии нескольких артистов)
- 2010 — «Coconut Tree» (Mohombi при участии Николь Шерзингер)
- 2012 — «Fino All’Estasi» (Eros Ramazzotti при участии Николь Шерзингер)

## Фильмография

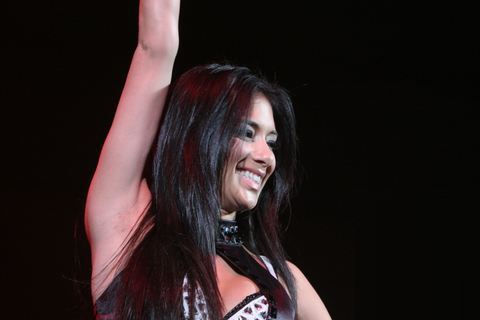
Николь Шерзингер

Шерзингер снялась в телевизионных ситкомах «Половинка и половинка» и «Моя жена и дети». Она сыграла роль Мисс Пуэрто-Рико в фильме «В погоне за Папи». Она также получила небольшую роль в фильме «Любовь не стоит ничего». Николь также снялась в рекламном ролике программы телевизионного сезона 2007—2008 The CW Television Network.
В 2008 году она появилась в реалити-шоу «Pussycat Dolls Present: Girlicious», где спела пару песен из своего альбома Her Name Is Nicole. Позже она опять появлялась в некоторых эпизодах шоу.
Осенью 2009 появилась в эпизоде пилотной серии американского ситкома «Биг Тайм Раш».
В 2010 году Николь снялась в 9-й серии 6-го сезона сериала «Как я встретил вашу маму». Она исполнила роль Джессики Глиттер — канадской звезды и лучшей подруги Робин Щербатски (Коби Смолдерс).
В 2012 году вышел фильм «Люди в чёрном 3», где Николь сыграла роль Лилли, сообщницы главного злодея.

## Избранная фильмография
| Год  |   | Русское название             | Оригинальное название    | Роль    |
| ---- | - | ---------------------------- | ------------------------ | ------- |
| 2012 | с | Волшебники из Вэйверли Плэйс | Wizards of Waverly Place | Ванесса |

## Туры
- The Killer Love Tour (2012)